# James Hammond Trumbull
James Hammond Trumbull (Stonington, Connecticut, 20 de diciembre de 1821 - Hartford, 5 de agosto de 1897), erudito y filólogo estadounidense.
En 1838 comenzó sus estudios en la Academia Tracy de la Universidad Yale; como no se pudo graduar por problemas de salud, en 1871 se le confirió un LLD honorífico. Se estableció en Hartford donde ocupó varios cargos: secretario asistente de Estado en 1847-1852 y nuevamente en 1858-1861, bibliotecario en 1854, y Secretario del Estado de Connecticut en 1861-1866 por el Partido Republicano. Fue un miembro destacado de la Sociedad de Historia de Connecticut, que presidió en 1863-1889. En 1872 accede a la Academia Nacional de Ciencias de Estados Unidos.
Escribió numerosas obras de historia. También fue un experto en el estudio de idiomas nativos estadounidenses.
Fue hermano del autor Henry Clay Trumbull y de la entomóloga Annie Trumbull Slosson

## Obras
- Historical Notes on some Provisions of the Connecticut Statutes (1860-1861)
- The Composition of Indian Geographical Names (1870)
- The Best Methods of Studying the Indian Languages (1871)
- The True Blue Laws of Connecticut (1876)
- Indian Names of Places in Connecticut (1881)